# Кюкельс
Кюкельс (нем. Kükels) — община в Германии, в земле Шлезвиг-Гольштейн. 
Входит в состав района Зегеберг. Подчиняется управлению Лецен.  Население составляет 436 человек (на 31 декабря 2010 года). Занимает площадь 8,45 км².